# Marlies-Hesse-Nachwuchspreis
Der Marlies-Hesse-Nachwuchspreis, bis 2011 JB-Nachwuchspreis Andere Worte – neue Töne, wird seit dem Jahr 2002 durch den Journalistinnenbund verliehen. Er wurde von der Journalistin Marlies Hesse gestiftet. Ihr zu Ehren wurde er im Jahr 2012 zum 25-jährigen Jubiläum des Journalistinnenbundes in Marlies-Hesse-Nachwuchspreis umbenannt und ab 2013 unter dieser Bezeichnung verliehen. Der Preis ist mit 1.000 Euro dotiert.

## Ziel
Der Nachwuchspreis soll ebenso als Ansporn wie als Anerkennung dienen, insbesondere für junge Frauen, die abseits gängiger Rollenklischees über Männer und Frauen berichten, deren Lebensverhältnisse und Interessen präzise und sensibel präsentieren, eine weniger übliche, möglicherweise kontroverse oder gar unerhörte Meinung zum Verhältnis der Geschlechter darstellen.

## Vergabe
Journalistinnen können sich entweder selbst bewerben oder von Dritten vorgeschlagen werden. Der Preis soll an junge Journalistinnen bis zum Alter von 35 Jahren verliehen werden, die in ihrer Arbeit den Gedanken der Geschlechterdemokratie in anspruchsvoller und innovativer Weise umsetzen. Für die Altersbegrenzung gilt als Stichtag der 1. März des Vergabejahres. Die Vergabe findet im Rahmen der Jahrestagung des Journalistinnenbundes statt. 2016 wurde ein Sonderpreis als 2. Preis mit einer Dotierung von 500 Euro vergeben. 2017 wurde ein Sonderpreis unbekannter Dotierung für eine Gesamtleistung, jedoch nicht der Hauptpreis für eine Einzelleistung vergeben.

## Turnus
Die Ausschreibung für den Preis erfolgt in jährlichem Turnus. Bis 2017 wurde der Preis jeweils alternierend für die Medien Fernsehen, Film, Hörfunk und Print ausgeschrieben; 2013 erstmals für Online-Beiträge. Seit 2018 erfolgt die Ausschreibung für alle Medien.

## Preisträgerinnen
- 2002: Print: Jenny Friedrich-Freksa für Nur für Mädchen: ein Tag ein Junge, in: Jetzt, Magazin der Süddeutschen Zeitung 28. Februar 2000; lobende Erwähnungen: Katharina Born und Andrea Claudia Hoffmann.
- 2003: Hörfunk: Miriam Freudig für Jetzt fängst du auch noch bei den Bio-Weibern an, Feature (27’15), SR 2 Kulturradio, 1. August 2002; lobende Erwähnung: Marie-Dominique Wetzel-Leitner
- 2004: Film und Fernsehen: Neelesha Barthel für Fifty-fifty, Das kleine Fernsehspiel (76’01), ZDF, Februar 2002; lobende Erwähnung: Janna Ji Wonders
- 2005: Print: Nikola Sellmair für Heute hier – morgen fort, Reportage/Wirtschaft, Stern 4, 3. Juni 2004; lobende Erwähnung: Hilal Sezgin
- 2006: Hörfunk: Annette Walther für Radio Day 31.08.1997 – Goodbye England’ s Rose, Feature (17`52), SWR 2 Dschungel; lobende Erwähnungen: Britta Richter und Nadja Rupnow
- 2007: Fernsehen: Nicole Rosenbach für Drillinge! Conni will es packen – auch ohne Mann, Reportage (43’11), WDR 31. Mai 2006; lobende Erwähnungen: Tina Murzik-Kaufmann und Julia Waldmann
- 2008: Print: Susanne Krieg für Braut wider Willen, Reportage, Zeitschrift Geo, 1. Februar 2008; lobende Erwähnungen: Anita Blasberg, Miriam Opresnik und Özlem Topçu
- 2009: Hörfunk: Stephanie Dötzer für Bagdad atmet noch – eine irakisch-deutsche Freundschaft, SWR-Hörstück  1. Juli 2008
- 2010: Fernsehen: Laetitia von Baeyer für Brief an die Eltern, ZDFneo, 8. November 2009
- 2011: Print: Simone Rau für Die Krankpflegerin, Reportage in Das Magazin, der Basler Zeitung und der Berner Zeitung, 22. Januar 2011[7][8]
- 2012: Hörfunk: Anna Osius für Vater, Sohn und das erfrorene Glück, Hörfunkfeature WDR 5 10. Dezember 2011[9]
- 2013: Online: Amrai Coen für „Nicht von Gott gewollt“,  Multimedia-Reportage veröffentlicht in der Online-Ausgabe von Der Spiegel 17/2012; lobende Erwähnung: Anne Wizorek für #aufschrei[10][11]
- 2014: Fernsehen: Christa Pfafferott für Andere Welt, Dokumentarfilm[12]
- 2015: Print: Juliane Schiemenz für Alzheimer on the Road, Reportage in Reportagen 20, 2015[13]
- 2016: 1. Preis (Hörfunk): Eva Raisig für Warum Schwule nicht zuhören und Muslime schlecht einparken,[14] Hörstück, Deutschlandradio; Sonderpreis (Hörfunk): Annika Erichsen für Drei Schwestern und ein Downsyndrom,[15] dokumentarisches Hörspiel[16]
- 2017: kein Hauptpreis[5]; Sonderpreis an Franzi von Kempis „für ihre engagierte und vielschichtige und oft unkonventionelle Vermittlung und Verbreitung gesellschaftlich relevanter Inhalte im Netz“[5]
- 2018: Print: Barbara Bachmann für Sex, Lügen und Youtube in Reportagen 34, Mai 2017
- 2019: Print: Margherita Bettoni für Liebe mich oder stirb. Wie ein Dorf fast daran zerbricht, eines Femizid-Opfers zu gedenken in Reportagen 45, März 2019
- 2020: Fabienne Hurst für Druckbetankung. In: Süddeutsche Zeitung Magazin, 6. Dezember 2019.[17]
- 2021: Print: Anna Mayr für Damenopfer – Warum das Machtspiel Politik nach 15 Jahren Angela Merkel immer noch eine Sache der Männer ist. In: Die Zeit, 7. Januar 2021.[18]
- 2022: Fernsehen: Simona Dürnberg für Reiches Land – arme Frauen?, gesendet am 30. August 2021 im NDR[19]
- 2023: Print: Valerie Schönian für Die Krisenmanagerin, erschienen am 29. September 2022 im ZEIT Dossier[20]
- 2024: Audio: Paula Lochte für den dreiteiligen Podcast Paula sucht Paula[21]
- 2025: Julia Bellan und Franziska Pröll für Du gehörst mir, also töte ich dich – Femizide vor Gericht, erschienen am 22. November 2024 auf faz.net[22]